# شیعی‌گری
شیعی‌گری یکی از کتاب‌های جنجالی احمد کسروی‌ است که در آن عمدتاً به نقد باورها و عقاید شیعه دوازده‌امامی می‌پردازد. کسروی در این کتاب سعی کرده است با استناد به منابع تاریخی و تحلیل‌های شخصی، برخی از باورهای شیعه را به چالش بکشد. او معتقد بود بسیاری از عقاید و اعمال شیعیان بر پایه خرافات و تحریفات تاریخی شکل گرفته و از اسلام اصیل فاصله گرفته‌اند. از نظر او، برخی از عقاید مذهبی شیعیان مانند عزاداری‌های محرم، انحراف از دین اسلام محسوب می‌شوند. 
نگاه کسروی به تشیع بیشتر تاریخی و انتقادی است. او تلاش می‌کند نشان دهد که چگونه برخی از باورهای شیعه در طول زمان دچار تغییر و تحریف شده‌اند. برای مثال، او به مسئله امامت و غُلُو در مورد ائمه شیعه اشاره می‌کند و معتقد است که این مفاهیم در قرون بعدی به شکل افراطی توسعه یافته‌اند.  
این کتاب با واکنش‌های شدیدی از سوی روحانیون و مدافعان تشیع روبرو شد. بسیاری از علمای شیعه، نظرات کسروی را بی‌اساس و ناشی از عدم درک صحیح از مبانی شیعه دانستند. برخی نیز او را به دلیل این نوشته‌ها تکفیر کردند. در مقابل، گروهی از روشنفکران و منتقدان مذهب، از دیدگاه‌های او استقبال کردند و آن را تلاشی برای اصلاح دینی قلمداد نمودند.  
شیعی‌گری کسروی نه تنها یک اثر مذهبی، بلکه بازتابی از جریان فکری آن دوران است. در دوره‌ای که بحث‌های نوگرایی و بازگشت به اسلام اولیه مطرح بود، کسروی سعی کرد با نگاهی نقادانه به یکی از مهم‌ترین مذاهب تاریخ ایران بپردازد. با این حال، سبک تند و بی‌پروای او در بیان نظرات باعث شد که این کتاب بیش از آنکه گفتمانی سازنده باشد، به عاملی برای تنش تبدیل شود.  
پس از انتشار این کتاب، کسروی با مخالفت‌های گسترده‌ای مواجه شد و در نهایت، این اختلافات به ترور او در سال ۱۳۲۴ خورشیدی منجر گردید. اگرچه برخی از ایده‌های او در میان روشنفکران طرفدارانی داشت، اما نحوه بیان و موضعگیری‌های تندش باعث شد که بسیاری از مردم و علما او را به عنوان یک ضد مذهب بشناسند.  
کتاب شیعی‌گری تا امروز به عنوان یکی از آثار بحث‌برانگیز در تاریخ معاصر ایران باقی مانده است. برخی آن را نمونه‌ای از جسارت فکری می‌دانند، در حالی که دیگران آن را حمله‌ای غیرمنصفانه به باورهای میلیون‌ها شیعه در ایران و جهان قلمداد می‌کنند.
کتاب بخوانند و داوری کنند همان شیعی‌گری است که پس از ممنوعیت شیعی‌گری، با اعمال تغییراتی تحت عنوان جدید به چاپ رسید.

## محتوای کتاب
همانطور که گفته شد، این کتاب عمدتاً حول محور نقد مذهب شیعه دوازده‌امامی می‌چرخد. نویسنده با بیان تحلیل‌ها و دیدگاه‌های خود، در مورد موضوعاتی مثل عقاید شیعیان و رسوم رایج میان آنان، و مسائل دیگری همچون چرایی آنکه مسلمانان از دوران اوج تمدنی خود فاصله بسیاری گرفته‌اند، سخن به میان آورده است. در ادامه برخی دیدگاه‌های مطرح شده توسط کسروی در کتاب آورده شده‌اند:
- وی پیدایش مذهب شیعه را از زمان بنی‌امیه می‌داند که علویان (پسران علی) علاوه بر عباسیان یکی از گروه‌هایی بودند که به مخالفت با بنی امیه برخواستند و معتقد بودند در زمان ابوبکر و عمر و نیز عثمان‪ ،‬علی به خلافت سَزنده تر بود وهمچنین می‌گوید: «این شیعی‌گری نخست یک کوشش سیاسی بی آلایشی‌‪ ،‬و شیعیان بیشترشان مردان ستوده نیکی می‌بودند و‬ ‫پاکدلانه و غیرتمندانه در آن راه می‌کوشیدند‪ .‬چه بی‌گفت‌وگوست که علویان به خلافت بهتر و سزنده‌تر  بودند».‪‪[۲][۳]
- نخستین آلودگی مذهب شیعه را بدگویی تندروانشان از ابوبکر و عمر و عثمان، به دلیل پیشی گرفتن بر علی در خلافت می‌داند. همچنین به عقیده وی جعفر صادق، امام ششم شیعیان دوازده‌امامی، اولین کسی بود که لفظ امام را ساخت، و برای گرفتن «خمس» و «مال امام»، گفت که باید خلیفه از طرف خدا باشد، و از ترس نام خلیفه را به امام تغییر داد.[۴]
- امامان شیعه را در مورد اینکه «معنی قرآن را جز ما نداند و هر کس نداند باید از ما بپرسد» و «هر کس امام زمان خود را نشناسد بی‌دین از دنیا رفته‌است» جز عده‌ای گزافه‌گو نشمرده‌است؛ و گویندگان اینطور سخنانی را خدانشناس می‌داند.[۵]
- به اعتقاد وی «در شیعی‌گری دلیل خواستن و چیزی را به داوری خِرَد سپردن، از نخست نبوده، و کنون هم نخواهد بود».[۶]
- وی می‌گوید عثمان بن سعید چنین گفته و رابطه خود با امام زمان را چنین دانسته: «آن امام مرا میانه خود و مردم میانجی گردانده. شما هر سخنی می‌دارید به من بگوئید و هر پولی می‌دهید به من بدهید.»[۶]
- «بنیاد شیعی‌گری بر آن است که خلیفه بایستی از سوی خدا برگزیده شود نه از سوی مردم. ما می‌پرسیم: دلیل این سخن چه بوده؟ کتاب اسلام قرآن بوده؟ در کجای قرآن چنین گفته‌ای هست؟ چگونه تواند بود که چنین چیزی باشد و در قرآن یادی از آن نباشد؟»[۷]
- «چه شد که دلبستگی شیعیان قزوین به اسلام و دستورهای پیغمبر اسلام بیشتر از دلبستگی یاران پیغمبر گردید؟ آن مردانی که در راه پیغمبر و دین او از جان گذشته و آن همه گزندها دیده بودند، چه شد که به اندازه مُلایان شکم‌پرست ایران به دستورهای پیغمبر ارج نمی‌گزارند؟!»[۸]

خاطرنشان می‌شود که شیعی‌گری کتابی نیست که فقط به اوایل تاریخ تشیع اشاره داشته باشد، بلکه تاریخ صفویه تا قاجاریه ایران و... را نیز شامل می‌شود.

## انتشار کتاب
کتاب شیعی‌گری را کسروی در بهمن ماه ۱۳۲۲ منتشر ساخت. به دنبال آن، برخی افراد و نیز رجال مذهبی کشور، نسبت به مطالب آن، اعتراض کرده و علیه وی شکایت به دادگاه بردند و پخش کتاب را ممنوع اعلام نمودند. کسروی از پای ننشست و چهار ماه بعد، برای توجیه عقاید خویش درپیش مردم، کتاب فوق را با توضیحات بیشتر انتشار و به داوری مردم واگذار کرد. خود در این باره می‌نویسد: «ما چنان‌که خواهش کرده‌ایم دوست می‌داریم هر خواننده‌ای راستی را داور باشد. هیچ سخنی را بی‌دلیل از ما نپذیرد و از هیچ سخنی که با دلیلست چشم نپوشد چنان داند که یک دادگاه بزرگی‌ست که او داورش می‌باشد و رفتاری کند که شایندهٔ چنان جایگاه باشد.»
کتاب صوتی شیعی‌گری با صدای قاسم قره‌داغی، در ۲۰۱۵ میلادی از طریق انتشارات آوای بوف منتشر شده‌ و مدت آن ۵ ساعت و ۴۰ دقیقه است.

## واکنش‌ها
این کتاب در زمان زندگانی کسروی جنجال‌های فراوانی را برانگیخت و حتی کار به دادخواهی او در دادگاه کشید؛ ولی پیش از طی کامل مراتب قانونی و صدور حکم، با فتاوا و حمایت‌های ابوالقاسم خویی، عبدالحسین امینی، حسین قمی حسین بروجردی، صدرالدین صدر و روح‌الله خمینی، در ابتدا به انجام ترور ناموفق توسط مجتبی نواب‌صفوی، رهبر فدائیان اسلام انجامید، اما بعدها برخی دیگر از اعضای فدائیان اسلام، من‌جمله علی‌محمد و حسین امامی، کسروی را به همراه منشی اش در کاخ دادگستری تهران به قتل رساندند.
روح‌الله خمینی در نامه‌ای سرگشاده ظاهراً خطاب به مردم و روحانیان با عنوان بخوانید و به کار بندید، تنها چندماه پس از انتشار کتاب، به تاریخ اردیبهشت ۱۳۲۳ خورشیدی، کسروی را «یک نفر تبریزی بی‌سروپا» خطاب کرد، و از روحانیونی بود که «مسلمانان با غیرت» را به کشتن «این مُرتَد جاهل مُفسِدالارض» فراخواند.
رسول جعفریان، ضمن «ورق‌پاره» خواندن شیعی‌گری، آن را یکی از تندترین و افراطی‌ترین نوشته‌ها ضدّ مذهب تشیع در ۵۰ سال پیش از دههٔ بیست شمسی می‌خواند. وی کسروی و علی‌محمد باب را شبیه به هم اما با تفاوت‌هایی در «فضا و هوا» و دارای برانگیختگی می‌داند.

## کتابشناسی
جعفریان، رسول (۱۳۹۰). جریان‌های مذهبی–سیاسی از ۱۳۲۰ تا ۱۳۵۷. تهران: علمی.